# San Luis Potosí (stat)
 For alternative betydninger, se San Luis Potosí. (Se også artikler, som begynder med San Luis Potosí)
San Luis Potosí er en delstat i Mexico, med et areal på 62.848 km².
Staten ligger i den nordlige del af republikkens centrale del og grænser op til de mexicanske stater Jalisco, Guanajuato, Queretaro, Hidalgo, Veracruz, Tamaulipas, Nuevo Leon, Coahuila og Zacatecas. I 2003 var det anslåede indbyggertal i staten 2.353.000. ISO 3166-2-koden er MX-SLP.
San Luis Potosí er opdelt i kommunerne Aguascalientes, Asientos, Calvillo, Cosío, Jesús María, Pabellón de Arteaga, Rincón de Romos, San José de Gracia, Tepezalá, San Francisco de los Romo og El Llano.
Foruden hovedstaden San Luis Potosí, ligger blandt andre også byerne Ciudad Valles, Matehuala og Río Verde i staten.
Statens indbyggere er blandt andre de oprindelige folk huasteker og chichimeker.
1. ↑  Encuesta Intercensal 2015: Principales resultados (fra Wikidata).